# A che servono gli uomini?
A che servono gli uomini? è un album di Ombretta Colli, pubblicato nel 1989.

## Tracce
1. Una donna sola
2. Si può
3. Come sarà?
4. Osvaldo Menicucci
5. A che servono gli uomini?
6. A che servono gli uomini? (Ripresa)
7. La canzone del Tic Tac
8. Cilecca
9. Era una santa
10. Io e te